# مبارز خیابانی ۵
مبارز خیابانی ۵ (به ژاپنی: ストリートファイターV Sutorīto Faitā Faibu) یک بازی ویدئویی به سبک مبارزه‌ای از مجموعه بازی‌های مبارز خیابانی است که توسط شرکت‌های کپ‌کام و دیمپس ساخته شده و در فوریه سال ۲۰۱۶ برای پلی‌استیشن ۴ و مایکروسافت ویندوز منتشر شده‌است. این عنوان از موتور گرافیکی آنریل ۴ استفاده می‌کند و از ویژگی اجرای بازی به صورت چندسکویی بین نسخه‌های پلی‌استیشن ۴ و ویندوز بهره می‌برد، و همچنین همانند نسخه پیشین دارای روند بازی به صورت سه‌بعدی می‌باشد.